# The Call of the Road
The Call of the Road er en britisk stumfilm fra 1920 af A. E. Coleby.

## Medvirkende
- Victor McLaglen som Alf Truscott
- Phyllis Shannaw som Rowena
- Warwick Ward som Delavel
- Philip Williams som Martin Trevor
- A. E. Coleby som Punch Murphy
- Adeline Hayden Coffin som Ullswater
- Ernest A. Douglas som Silas
- Henry Nicholls-Bates
- Barry Furness
- Fred Drummond som Hammer John
- Olive Bell
- Cyril McLaglen
- Tom Ronald
- Eric Royce